# NGC 3843
NGC 3843 је лентикуларна галаксија у сазвежђу Девица која се налази на NGC листи објеката дубоког неба.
Деклинација објекта је + 7° 55' 34" а ректасцензија 11h 43m 54,6s. Привидна величина (магнитуда) објекта NGC 3843 износи 13,4 а фотографска магнитуда 14,3. NGC 3843 је још познат и под ознакама UGC 6699, MCG 1-30-11, CGCG 40-34, PGC 36471.